# Карбенієвий іон

Метилкатіон

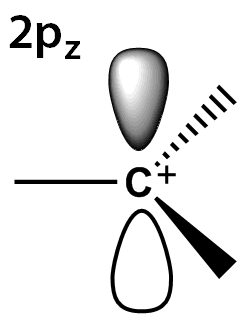
Структура карбокатіона

Карбенієвий іон (рос. карбениевый ион, англ. carbenium ion) — карбокатіон, реальний чи гіпотетичний, що містять принаймні один формально трикоординований атом вуглецю (–>C+), який має три sp2-гібридні орбіталі, розташовані в одній площині, і одну ортогональну вакантну р-орбіталь. Пр., пропан-2-ілій (CH3)2CH+, метоксиметилій CH3OCH2+, етилій CH3CH2+ (етил-катіон), тропілієвий іон.
Застарілими термінами вважаються carbinyl cation, carbonium ion (IUPAC).
Карбенієвий центр —
У карбенієвому йоні — трикоординований атом C з вакантною р-орбіталлю, на якому сконцентрований максимальний над-лишковий позитивний заряд йона. Це формальне приписування приналежності заряду до даного атома не завжди відбиває реальний розподіл зарядів у молекулярній частинці, оскільки не завжди можна точно ідентифікувати такий атом.